# Дневникът на един дръндьо (филм, 2010)
„Дневникът на един дръндьо“ (на английски: Diary of a Wimpy Kid) е американски комедиен филм от 2010 г. на режисьора Тор Фройдентал, и е базиран на едноименната книга от 2007 г., написана от Джеф Кини. Във филма участват Закари Гордън, Робърт Капрон, Рейчъл Харис, Стийв Зан и Клоуи Грейс Морец. Това е първият филм от филмовата поредица „Дневникът на един дръндьо“, и е последван от три продължения – „Дневникът на един дръндьо 2: Правилата на Родрик“ (2011), „Дневникът на един дръндьо: Горещници“ (2012) и „Дневникът на един дръндьо: Искам вкъщи“ (2017). Премиерата на филма е във Съединените щати на 18 март 2010 г. от „Туентиът Сенчъри Фокс“ и печели 75.7 млн. долара при бюджет от 15 млн. долара.